# Diócesis de Honolulu
La diócesis de Honolulu (en latín: Dioecesis Honoluluensis y en inglés: Roman Catholic Diocese of Honolulu) es una circunscripción eclesiástica de la Iglesia católica en Estados Unidos. Se trata de una diócesis latina, sufragánea de la arquidiócesis de San Francisco. Desde el 17 de mayo de 2005 su obispo es Clarence Richard Silva.

## Territorio y organización
La diócesis tiene 16 637 km² y extiende su jurisdicción sobre los fieles católicos de rito latino residentes en el estado de Hawái, en el atolón Johnston y en las islas Midway (estos dos últimos son territorios no incorporados de Estados Unidos).
La sede de la diócesis se encuentra en la ciudad de Honolulu, en la isla de Oahu, en donde se halla la Catedral de Nuestra Señora de la Paz y la Concatedral de Santa Teresa del Niño Jesús.
En 2021 en la diócesis existían 66 parroquias.
La patrona de la diócesis y de todo el archipiélago de Hawái es Nuestra Señora de la Paz.
Es una de las diócesis culturalmente más diversas de los Estados Unidos, utilizándose los siguientes idiomas: hawaiano, inglés, ilocano, tagalog, samoano, tongano, japonés, coreano, español y vietnamita. 

## Historia
En 1819 falleció el rey Kamehameha I de Hawái y llegó al poder la reina regente protestante Ka'ahumanu. La prefectura apostólica de las Islas Sandwich (nombre con que era conocido el archipiélago de Hawái) fue erigida el 27 de noviembre de 1825. Los primeros misioneros, pertenecientes a la Congregación de los Sagrados Corazones, llegaron a las islas el 7 de julio de 1827, encabezados por el prefecto apostólico Alexis Bachelot. Los misioneros protestantes de Nueva Inglaterra, que habían llegado a las islas siete años antes, convencieron a Ka'ahumanu de ilegalizar el catolicismo en Hawái. Tras la promulgación de la nueva política, los jefes leales a ella deportaron por la fuerza a los sacerdotes católicos franceses al barco Waverly en el puerto de Honolulu el 24 de diciembre de 1831. Los conversos católicos nativos de Hawái fueron arrestados y encarcelados. La mayoría de estos prisioneros fueron liberados una vez que los ministros protestantes los golpearon para que rechazaran el catolicismo. El prejuicio contra los misioneros católicos franceses siguió siendo el mismo bajo el reinado de su sucesor, el Kuhina Nui Kaʻahumanu II. 
El 14 de junio de 1833, con el breve In sublimi del papa Gregorio XVI, la prefectura apostólica quedó sujeta al vicariato apostólico de Oceanía Oriental (hoy arquidiócesis de Papeete).
Los misioneros católicos regresaron a Honolulu el 17 de abril de 1837, pero en noviembre de 1837, el rey Kamehameha III volvió a expulsar a los católicos de las islas. El 10 de julio de 1839 el capitán Laplace de la fragata francesa Artémise zarpó hacia Hawái y desembarcó en las islas el 10 de julio de 1839. Bajo la amenaza de guerra, el rey Kamehameha III emitió un Edicto de Tolerancia el 17 de julio de 1839 y pagó una compensación por la deportación de los sacerdotes y el encarcelamiento y tortura de los conversos, accediendo a las demandas de Laplace, otorgando la libertad de culto a los católicos.
El 13 de agosto de 1844, en virtud de la breve Pastorale officium del papa Gregorio XVI, la prefectura apostólica de las Islas Sandwich fue elevada a vicariato apostólico y se independizó del vicariato apostólico de Oceanía Oriental.
En 1848 el vicariato tomó el nombre de vicariato apostólico de las Islas Hawaianas.
El 25 de enero de 1941 el vicariato apostólico fue elevado a la categoría de diócesis y tomó su nombre actual.
El 7 de marzo de 1964, en virtud del decreto Dissita in Pacifico de la Sagrada Congregación Consistorial, la diócesis se amplió para incluir el atolón de Johnston, que hasta entonces no había estado sujeto a ninguna circunscripción eclesiástica.
El 19 de septiembre de 1984, la iglesia de Santa Teresa del Niño Jesús de Honolulu fue elevada al rango de concatedral, por decreto Maiori Christifidelium de la Congregación para los Obispos.

## Estadísticas
Según el Anuario Pontificio 2022 la diócesis tenía a fines de 2021 un total de 138 180 fieles bautizados.
| Año                                                                             | Población            | Población | Población      | Sacerdotes | Sacerdotes    | Sacerdotes    | Bautizados por sacerdote | Diáconos permanentes | Religiosos | Religiosos | Parroquias |
| Año                                                                             | Bautizados católicos | Total     | % de católicos | Total      | Clero secular | Clero regular | Bautizados por sacerdote | Diáconos permanentes | Varones    | Mujeres    | Parroquias |
| ------------------------------------------------------------------------------- | -------------------- | --------- | -------------- | ---------- | ------------- | ------------- | ------------------------ | -------------------- | ---------- | ---------- | ---------- |
| 1950                                                                            | 145 000              | 525 000   | 27.6           | 125        | 6             | 119           | 1160                     |                      | 88         | 367        | 55         |
| 1966                                                                            | 220 000              | 726 310   | 30.3           | 171        | 25            | 146           | 1286                     |                      | 147        | 486        | 63         |
| 1970                                                                            | 210 000              | 807 509   | 26.0           | 162        | 31            | 131           | 1296                     |                      | 232        | 362        | 66         |
| 1976                                                                            | 205 000              | 846 900   | 24.2           | 165        | 46            | 119           | 1242                     |                      | 194        | 415        | 66         |
| 1980                                                                            | 211 000              | 902 000   | 23.4           | 169        | 57            | 112           | 1248                     | 1                    | 187        | 383        | 64         |
| 1990                                                                            | 225 028              | 1 112 100 | 20.2           | 167        | 71            | 96            | 1347                     | 32                   | 151        | 302        | 67         |
| 1999                                                                            | 236 688              | 1 186 602 | 19.9           | 147        | 69            | 78            | 1610                     | 26                   | 48         | 180        | 66         |
| 2000                                                                            | 239 000              | 1 196 000 | 20.0           | 160        | 72            | 88            | 1493                     | 26                   | 137        | 156        | 66         |
| 2001                                                                            | 215 000              | 1 185 497 | 18.1           | 155        | 73            | 82            | 1387                     | 32                   | 138        | 155        | 66         |
| 2002                                                                            | 260 000              | 1 211 537 | 21.5           | 150        | 65            | 85            | 1733                     | 50                   | 135        | 161        | 66         |
| 2003                                                                            | 232 935              | 1 211 537 | 19.2           | 168        | 87            | 81            | 1386                     | 52                   | 145        | 201        | 66         |
| 2004                                                                            | 234 588              | 1 244 898 | 18.8           | 157        | 79            | 78            | 1494                     | 51                   | 125        | 236        | 61         |
| 2006                                                                            | 239 000              | 1 270 000 | 18.8           | 163        | 86            | 77            | 1466                     | 47                   | 121        | 190        | 66         |
| 2013                                                                            | 263 000              | 1 325 000 | 19.8           | 153        | 92            | 61            | 1718                     | 60                   | 93         | 125        | 66         |
| 2016                                                                            | 268 900              | 1 431 603 | 18.8           | 134        | 86            | 48            | 2006                     | 72                   | 74         | 163        | 66         |
| 2019                                                                            | 148 960              | 1 420 000 | 10.5           | 132        | 84            | 48            | 1128                     | 74                   | 72         | 146        | 66         |
| 2021                                                                            | 138 180              | 1 420 530 | 9.7            | 133        | 81            | 52            | 1038                     | 74                   | 75         | 137        | 66         |
| Fuente: Catholic-Hierarchy, que a su vez toma los datos del Anuario Pontificio. |                      |           |                |            |               |               |                          |                      |            |            |            |

Escuelas elementales
- Damien Memorial School, en Honolulu;
- Maryknoll School, en Honolulu;
- Sacred Hearts Academy, en Honolulu;
- Saint Francis School, en Honolulu;
- Saint Louis School, en Honolulu;
- St. Anthony High School, en Wailuku;
- St. Joseph High School, en Hilo.

## Episcopologio
- Alexis Bachelot, SS.CC. † (3 de diciembre de 1825-24 de diciembre de 1831 renunció)
  - Sede vacante (1831-1839)[nota 1]
- Louis-Désiré Maigret, SS.CC. † (25 de julio de 1839-3 de agosto de 1844 renunció) (prefecto apostólico)
- Simplicien Duboize, SS.CC. † (18 de julio de 1844-30 de agosto de 1846 renunció)
- Louis-Désiré Maigret, SS.CC. † (11 de septiembre de 1846-11 de junio de 1882 falleció) (por segunda vez, como vicario apostólico)
- Bernard Hermann Koeckemann, SS.CC. † (11 de junio de 1882 por sucesión-22 de febrero de 1892 falleció)
- Gulstan Francis Ropert, SS.CC. † (3 de junio de 1892-4 de enero de 1903 falleció)
- Libert Hubert John Louis Boeynaems, SS.CC. † (8 de abril de 1903-13 de mayo de 1926 falleció)
- Stephen Peter Alencastre, SS.CC. † (13 de mayo de 1926 por sucesión-9 de noviembre de 1940 falleció)
- James Joseph Sweeney † (20 de mayo de 1941-19 de junio de 1968 falleció)
- John Joseph Scanlan † (6 de marzo de 1968-30 de junio de 1981 retirado)
- Joseph Anthony Ferrario † (13 de mayo de 1982-12 de octubre de 1993 retirado)
- Francis Xavier DiLorenzo † (29 de noviembre de 1994-31 de marzo de 2004 nombrado obispo de Richmond)
- Clarence Richard Silva, desde el 17 de mayo de 2005